# Eletromiografia

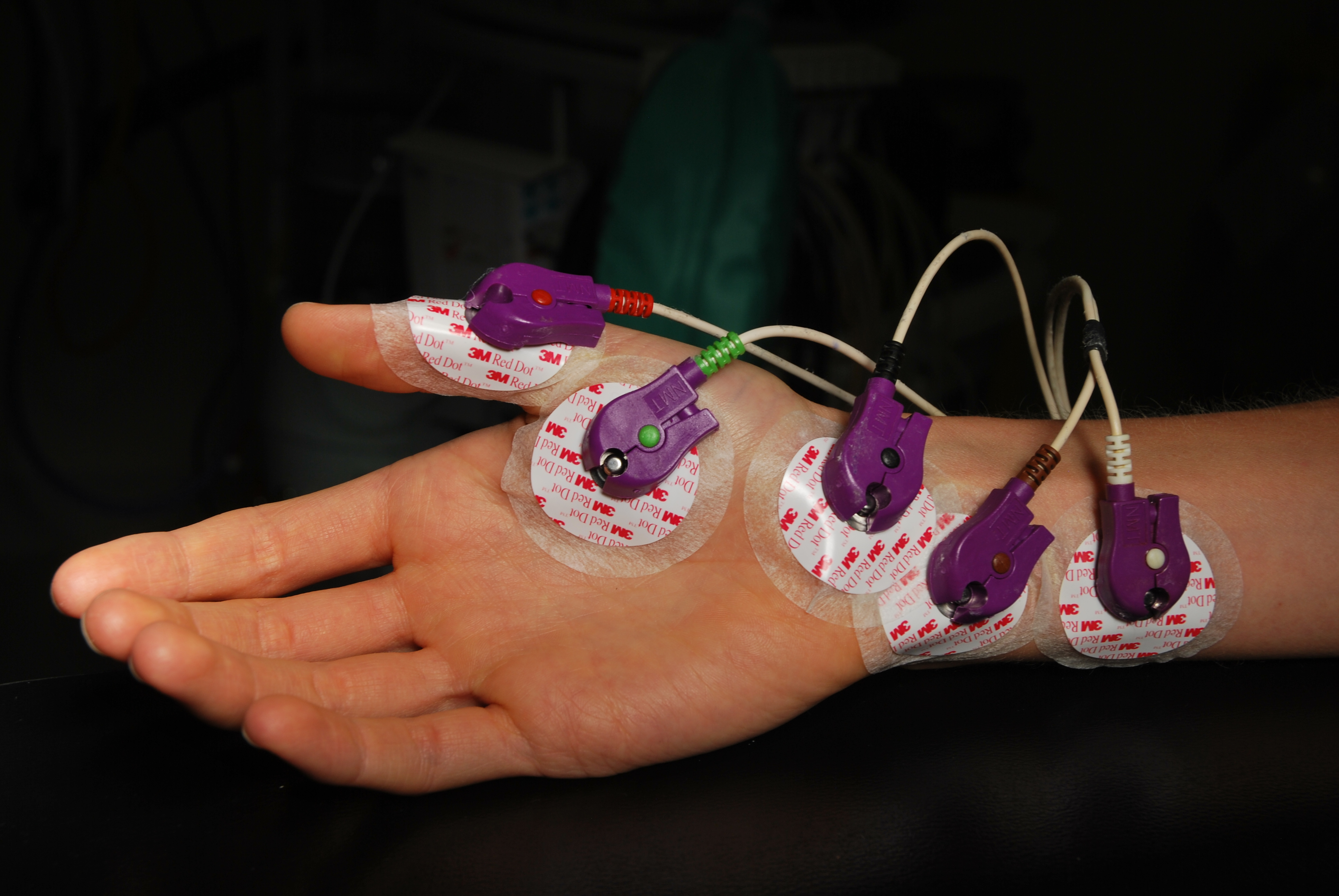
Os eletrodos marrons e brancos estão estimulando o nervo ulnar. Os eletrodos marrons negativos sempre são colocados no nervo distal. O eletrodo verde é colocado sobre o músculo onde o potencial de ação estimulado vai ser gravado.

A Eletromiografia é uma técnica de monitoramento da atividade elétrica das membranas excitáveis das células musculares esqueléticas, representando os potenciais de ação deflagrados por meio da leitura da tensão elétrica ao longo do tempo. A análise dos sinais gerados por estas atividades elétricas pode ser utilizada para detectar anormalidades, caracterizar níveis de ativação, ordem de recrutamento de fibras, ou para se estudar a biomecânica do movimento. O sinal eletromiográfico (EMG) adquirido, ou eletromiograma, é o somatório algébrico de todos os sinais detectados sob a área de alcance dos eletrodos, podendo ser afetado por propriedades musculares, anatômicas e fisiológicas, assim como pelo controle do sistema nervoso periférico e pela própria instrumentação utilizada na aquisição dos sinais. Existem duas formas principais de aquisição do sinal de EMG: aquisição de superfície e de profundidade. Cada uma destas formas de aquisição utilizam padrões específicos de eletrodos para detectar os sinais desejados.

## Técnica
O EMG é realizado utilizando um aparelho denominado eletromiógrafo, que é um sistema eletrônico de amplificação de condicionamento de sinais acoplado a um conjunto de eletrodos, para conseguir captar, isolar e amplificar o  sinal elétrico muscular desejado. Os eletromiógrafos são capazes de apresentar visualmente a atividade elétrica do músculo sob avaliação, podendo também gerar sons para indicar a atividade elétrica medida.  

### O Sinal Eletromiográfico

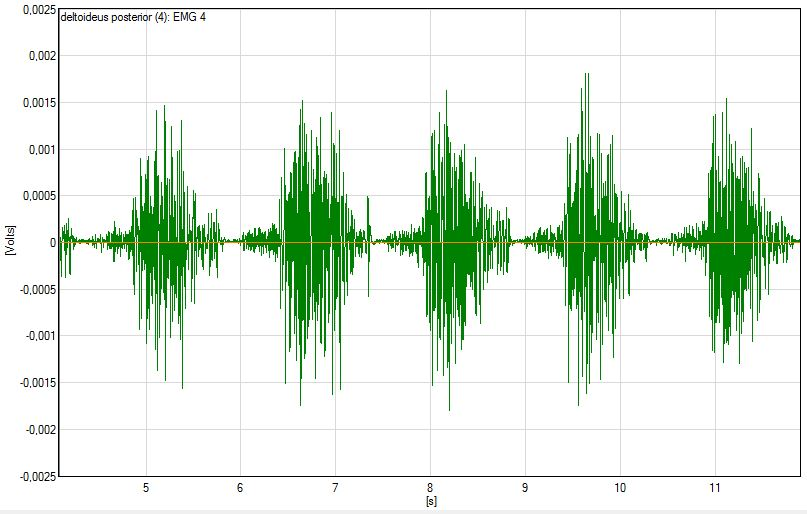
Registro da atividade processada da parte espinal do músculo deltóide (m. deltoideus, pars espinalis) durante o movimento repetido periódico do membro superior. A atividade muscular é medida usando eletromiografia de superfície (sEMG). No eixo horizontal está o tempo em segundos [s], no eixo vertical está a atividade muscular em milivolts [mV].

O sinal elétrico sendo captado pelos eletrodos do eletromiógrafo é a representação dos somatórios dos potenciais de ação que passam pelas Unidades Motoras do sistema muscular esquelético. Esta unidade motora é definida como o neurônio motor e todas as fibras musculares que ele enerva através da junção neuromuscular. Uma vez que o neurônio motor é estimulado e transmite o seu potencial de ação através da junção neuromuscular, este mesmo potencial é transmitido através de todas as fibras musculares que ele enerva, levando ao processo de contração muscular. A soma destes potenciais, e subsequente atividade elétrica é conhecida como o Potencial de Ação da Unidade Motora, ou MUAP. A atividade eletrofisiológica de diversas unidades motoras é o que gera o sinal avaliado pelo EMG. O somatório dos MUAPs sobrepostos sendo disparados por sessões específicas de segmentos do sistema muscular esquelético gera uma frente de propagação, e esta frente gera um campo elétrico que pode ser percebido em qualquer ponto do espaço. Dependendo de onde este campo é capturado pelos pelos eletrodos, os próprios servirão como filtros de passa-baixa, permitindo assim a avaliação deste sinal para análise.

### Configurações do EMG
Para se obter o sinal elétrico desejado é necessário utilizar eletrodos com características metálicas, já que devido a suas ótimas condutâncias ele serão sensíveis à mudanças de fluxo de elétrons frente a diferenças de potenciais, possibilitando então a mensuração de correntes elétricas que ocorrem na região desejada. O posicionamento adequado dos eletrodos é fundamental para o registro do EMG
No EMG de profundidade, ou invasivo, requer  a inserção de agulhas no ventre muscular (intramuscular), permitindo a captação do sinal advindo de um grupo restrito de unidades motoras. O EMG Intramuscular pode ser apresentado por algumas configurações diferentes de seus eletrodos de captação. A configuração mais utilizada, e também mais simples, é a Monopolar, onde somente uma agulha é inserida na região intramuscular, com um outro eletrodo de superfície servindo como referência. Outra possibilidade nesta configuração é o uso de duas agulhas inseridas no músculo, uma para registro e a outra para referência. Um outro tipo de configuração utilizada é a configuração Bipolar, também chamada de configuração Concêntrica, onde um único e fino eletrodo é inserido em uma agulha hipodérmica contendo um material isolante, fazendo com que a própria sessão exposta da agulha sirva como o eletrodo de referência.
A segunda forma, com eletrodos de superfície, é mais utilizada por ser indolor e não-invasiva. Ela implica na fixação de eletrodos sobre a pele na região correspondente ao ventre muscular. Neste método, comumente um par de eletrodos são utilizados com o intuito de reduzir os ruídos de origem comum no sinal adquirido. Um outro modo de posicionamento de superfície envolve a fixação de uma matriz, ou malha, de eletrodos sobre a pele (também chamado de EMG multicanal ou de alta-densidade). Esta configuração permite a captação de uma maior área do ventre muscular, possibilitando a avaliação de alterações locais quanto à origem e deslocamento dos potenciais de ação. Mesmo assim, é importante mencionar que devido a esta maior área de captação, existe uma menor seletividade espacial, já que vários dos MUAPs capturados são sobrepostos.
Uma aplicação importante do EMG multicanal é a possibilidade de estimativa da velocidade de condução dos potenciais de ação,  a qual possui aplicações para o estudo do estado de fadiga do músculo. Isso se dá pelo fato desta técnica utilizar um grande número de eletrodos em um só medidor, possibilitando o cálculo da velocidade de propagação da corrente elétrica ao avaliar a velocidade da propagação pelo eletrodo.

### Processamento
Como a maioria dos sinais elétricos adquiridos de sistemas biológicos, diversos tipos de processamentos são necessários para se poder inferir qualquer informação dos dados coletados. Devido à característica intrínseca da somatória dos potenciais de ação disparados pelo sistema muscular esquelético, o sinal adquirido deverá passar por diversos filtros e técnicas matemáticas antes de qualquer análise. Na maioria dos sistemas de EMG, o sistema computacional acoplado ao equipamento irá realizar estas modificações automaticamente, facilitando a interpretação dos dados.
Os sinais gerados pelo EMG pode ser decomposto de volta para os seus MUAPs sobrepostos de origem, e já que os MUAPs gerados por diferentes unidades motoras tendem a ter formatos diferenciados. Assim, informações sobre a capacidade de diferentes fibras musculares podem ser inferidas por esta decomposição, o que pode ser valioso para análises futuras. Mas é importante comentar que este tipo de decomposição não é algo trivial, e diversos tipos diferentes de técnicas já foram propostas.
A tradução do sinal bruto de um EMG para um sinal com uma polaridade única é denominado de Retificação. Este novo sinal, que geralmente tem uma polaridade positiva, tem como objetivo assegurar que o sinal final não tenha média zero, já que o sinal do EMG bruto terá componentes tanto positivos quanto negativos devido às características explicadas na Teoria do Cabo. Existem dois tipos de retificações mais utilizadas: retificação de onda-completa e retificação de meia-onda. Na retificação de onda-completa se é adicionado os valores absolutos do sinal abaixo da linha de base com os valores acima da mesma linha, gerando um sinal que sempre será positivo. A retificação de meia-onda simplesmente descarta a porção do sinal do EMG que está debaixo da linha de base, impedindo assim uma média de zero em análises estatísticas.

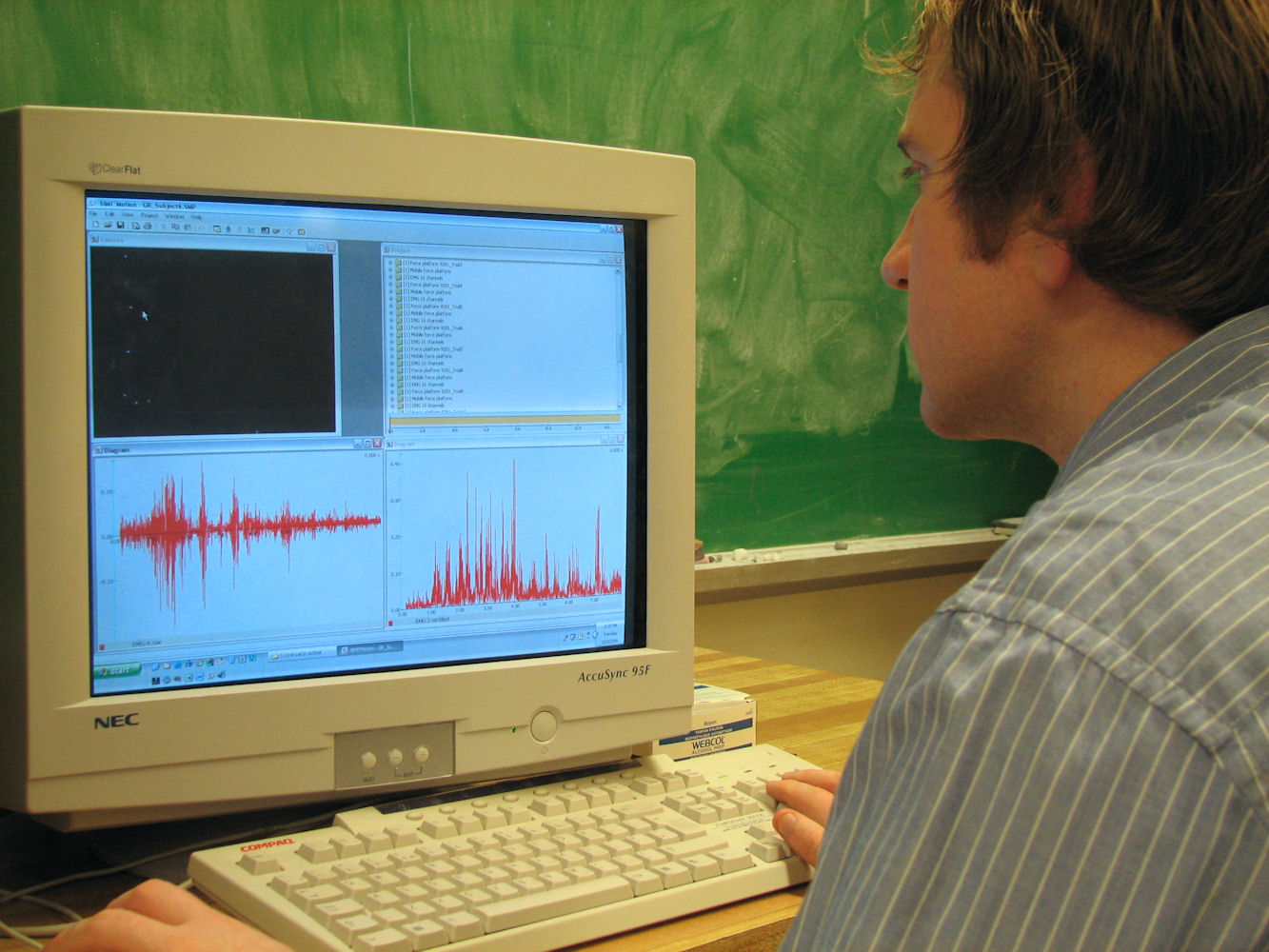
Aquisição de EMG, parte inferior esquerda é o sinal bruto, parte inferior direita é o sinal retificado.

A análise do sinal de eletromiografia permite a identificação de eventos ocorrendo ao longo do tempo ou em padrões específicos de frequência. No domínio do tempo, medidas como o RMS (root mean square) e a integral do sinal retificado permitem a quantificação da amplitude da ativação. Estas medidas são sensíveis ao aumento na frequência de disparos ou aumento no número de unidades motoras recrutadas. No domínio da frequência, a mudança no espectro de potência do sinal eletromiográfico permite quantificar a mediana ou mesmo a média da frequência do sinal. Estas medidas são sensíveis a mudanças no recrutamento das unidades motoras, assim como na mudança da posição dos eletrodos em relação às fibras musculares ativas. Uma vez que o sinal eletromiográfico possua estacionaridade (homocedasticidade na distribuição das frequências no intervalo de interesse), o que é esperado em contrações isométricas, é possível inferir, por exemplo, que reduções na mediana da frequência do sinal estejam associadas a redução na velocidade de condução dos potenciais de ação. Esta redução ocorreria devido ao recrutamento prioritário de unidades motoras de menor calibre. Em contrações dinâmicas, nas quais não há estacionaridade do sinal de eletromiografia, técnicas como a transformada de wavelets permite a resolução das mudanças nos componentes de frequência do sinal em diferentes intervalos de tempo.
As captações e transformações mencionadas acima podem ser utilizadas para verificar os níveis de fadiga muscular. Ao se utilizar a Transformada Wavelet Contínua, pode se averiguar os valores de frequência média dos músculos sendo contraídos, e ao dividir este sinal em seus menores componentes, é possível determinar o nível de decaimento da frequência muscular, e então indicar os níveis de fadiga muscular.
Outras técnicas utilizadas no processamento do sinal bruto do EMG incluem a Integração do Sinal, Normalização do Sinal, entre outros.

### Limitações

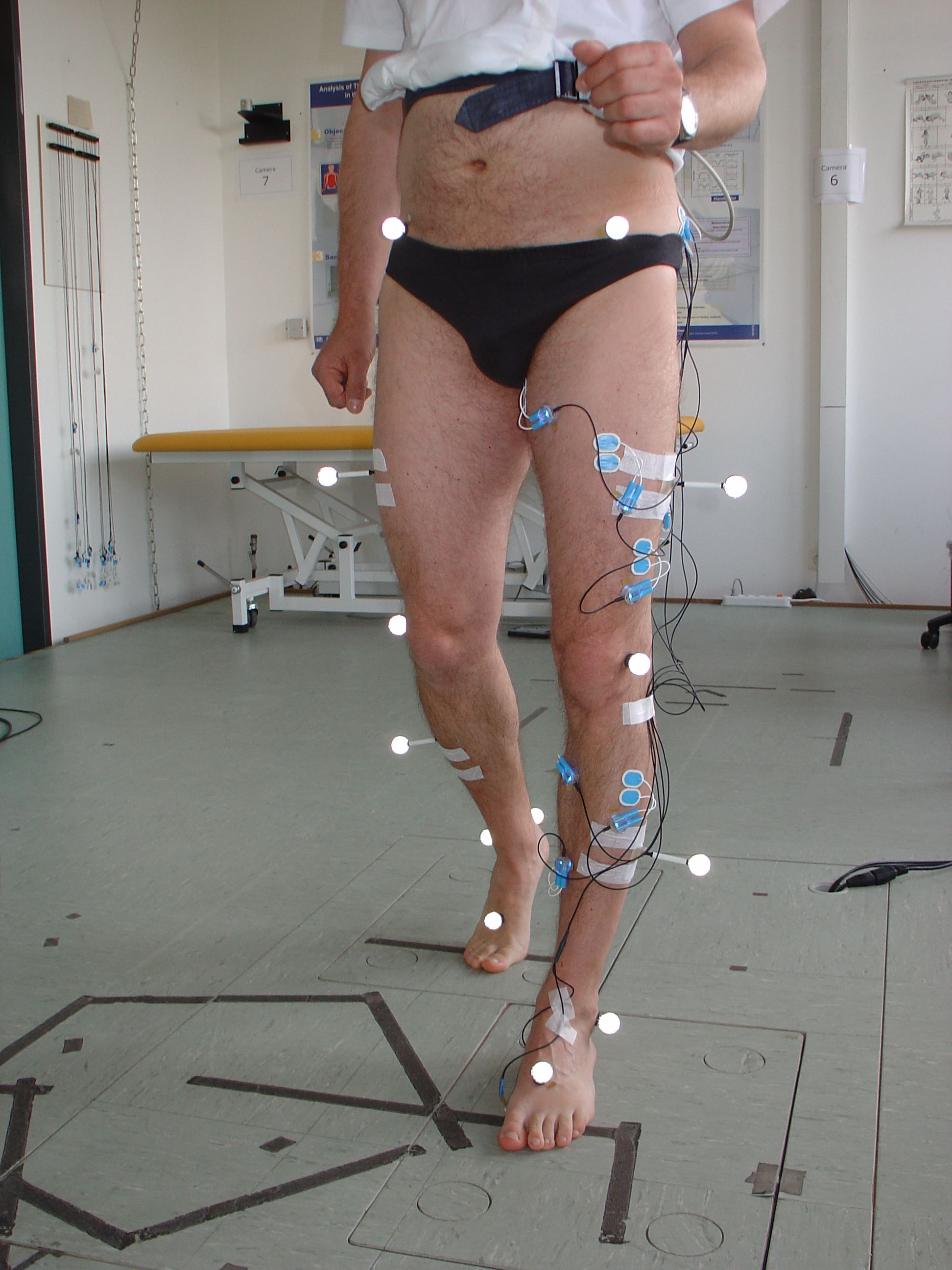
Eletrodos e pré-amplificadores para EMG de análise cinemática.

Assim como observado em outras técnicas de medição de sinais biológicos, a eletromiografia possui limitações. A colocação dos eletrodos determina a qualidade do sinal e sua aderência aos eventos fisiológicos, já que os formatos dos MUAPs sendo avaliados vão variar dependendo de onde os eletrodos são posicionados em relação à fibra muscular. Para a minimização dos efeitos do posicionamento dos eletrodos sobre o sinal de eletromiografia, a Sociedade Internacional de Eletromiografia e Cinesiologia por meio do projeto Seniam vem apresentando recomendações quanto ao posicionamento dos eletrodos para diferentes músculos. Estas possuem foco na detecção de sinais oriundos do método de eletromiografia de superfície. A proximidade dos sensores entre músculos implica ainda na contaminação do sinal de um músculo em particular pela ativação de músculos adjacentes (cross-talk). Uma vez que o sinal captado pelos eletrodos é de magnitude reduzida, métodos de amplificação são utilizados com o objetivo de distinguir possíveis ruídos em relação ao sinal advindo dos músculos. No entanto, se recomenda que a fixação dos cabos que conectam os eletrodos ao amplificador seja observada, visto que possíveis movimentos dos cabos implicam na adição de ruídos ao sinal de eletromiografia.
Além das limitações de posicionamento, existem limitações inerentes às diferentes técnicas de aplicação dos eletrodos de medição. O EMG que envolvem introdução de agulhas intramusculares geram grandes estresses aos pacientes sendo testados, limitando então o seu uso em casos de pessoas mais sensíveis a estes estresses. Eletrodos de superfície tem como limitações a distância entre os eletrodos e as fibras musculares em análise, o que dificulta a leitura da atividade elétrica de músculos mais profundos, bem como a aplicação da técnica em pacientes com elevadas quantidades de tecido adiposo subcutâneo.

## Usos Clínicos

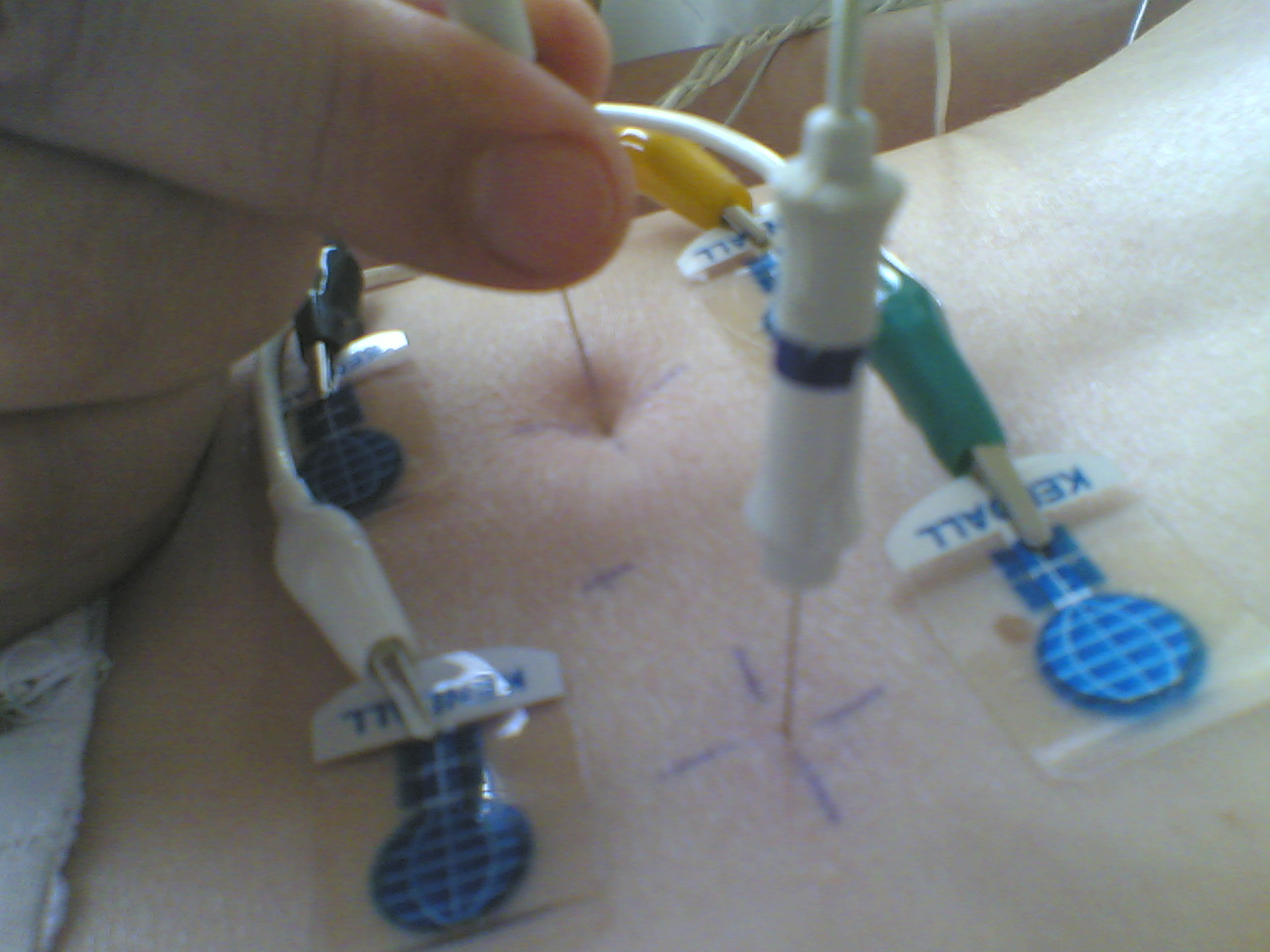
EMG de agulha dos músculos paravertebrais.

A avaliação da função muscular por meio da análise do sinal de eletromiografia possui aplicações diversas. Na área clínica, é possível identificar se músculos específicos são ativados em tarefas nas quais eles devem contribuir para o movimento. No esporte, o monitoramento da ativação muscular permite identificar o estado de fadiga muscular, o nível de co-ativação, assim como a determinação de limiares de transição metabólicos em testes de carga incremental.
Eletrodos de Agulhas Intramusculares podem ser utilizados para diagnosticar doenças neuromusculares, para avaliação da condução de nervos, como ferramenta de estudo de cinesiologia, ou para avaliar distúrbios de controle motor. Às vezes este tipo de sinal também é utilizado para guiar a injeção de toxina botulínica ou fenol em músculos, ou  para monitoramentos neuromusculares em casos de anestesias gerais que envolvem drogas bloqueadoras neuromusculares
Eletrodos de superfície e de profundidade também podem ser utilizados para o controle de equipamentos prostéticos, já que os sinais elétricos gerados pela frente de potenciais de ação nas unidades motoras podem ser traduzidos em contrações musculares equivalentes por sistemas eletrônicos, levando a movimentação destes membros robóticos.